# Мецамор (древность)
Мецамор — «старый город - крепость» заселённый с древнейших времен в Араратской долине, у истоков реки Мецамор, недалеко от села Тароник Республики Армения, примерно в 30 км к западу от Еревана. Настоящее название неизвестно, поэтому древнее место называлось «Мецамор» в честь реки.

## История
Городище Мецамор было окружено водой почти со всех сторон, с северо-запада оно граничило с рекой Мецамор, а с юга было защищено искусственным рвом-водной преградой. Археологические раскопки доказывают, что Мецамор был постоянно заселен с середины IV тысячелетия до н. э. до позднего средневековья. Раскопанные культурные слои относятся к этапам бронзового века (ранний, средний и поздний), раннего и развитого железного века (доурартский, урартский и античный), средневековья. Мецамор – один из центров культуры эпохи ранней бронзы (III тысячелетие до н.э.) Араратской долины. Крепость на большом холме была защищена циклопической стеной с башнями, снаружи которой в широких валах были построены жилые дома и хозяйственные постройки. Найденные материалы доказывают, что в Мецаморе были развиты земледелие, скотоводство и ремесла. Наряду с религиозным значением небольшая горная гряда Мецамора имела и астрологическое значение, и, как подтверждают исследования, в 2800-2600 годах до н.э. там наблюдали восход Сириуса (появление которого, вероятно, связывали с началом нового года и почитали). На основании исследований зиккурата-обсерватории, обслуживающего ритуальные обряды под открытым небом в Мецаморе и монументальной башни Мохраблур, возможность консолидации сельских общин и возникновения городов вокруг этих храмов считается вероятной, то есть в 3-м тысячелетии до н.э.  наличие «городской революции» в Армянском нагорье, в результате которой были подорваны основы первобытного общественного строя. В эпоху раннего железного века Мецамор уже был городом. Со своей цитаделью и городом, построенным на равнине, простирающейся до одноименного пруда, он занимал площадь около 80 га. В крепости, защищенной мощными циклопическими стенами, в основном были сосредоточены жилые дома правителей и жреческого сословия, храмовый комплекс и основные производственные подразделения (литейные цеха, мастерские, металлообогатительные сооружения). Город состоял из жилых кварталов среднего и низшего классов. В городе было отдельное святилище, часть которого сохранилась в местности под названием «Красные камни».
Во времена правления урартского царя Аргишти I (827 - 764 гг. до н.э.) была восстановлена циклопическая башенная цитадель Мецамора, разрушенная нашествиями Салманасара III (царя Ассирии 859 - 824 гг. до н.э.), укрепив ее оградой. На большей части территории цитадели были созданы новые печи и обслуживающие их вспомогательные сооружения. Аргишти I основал на западной окраине города город-крепость, названный его именем, - один из административных центров - Аргиштихинили.
Вне урартской стены, по следам построенных рядом с ней каменных построек, видно, что жизнь в Мецаморе продолжалась и до VI век н. э.. В районе цитадели было найдено несколько материалов античного и эллинистического периодов. В средние века Мецамор представлял собой крепость из камня, с высокой башней, контуры которой четко выделяются на поверхности холма. Средневековые постройки и другие остатки материальной культуры были обнаружены особенно на северо-восточном склоне Большого холма.

## Археологические раскопки
В 1963 году в ходе археологических раскопок в Араратской долине у холма Мецамор были найдены следы крупного металлургического комплекса.
В 1970 году аспирант Ереванского университета Г. Арешян начал археологические раскопки на холме Мохраблур ("холм пепла") у села Акнашен, в 4 км к югу от Эчмиадзина, в ходе которых было обнаружено городище древнего поселения (остатки жилых домов из кирпича-сырца, керамика, орудия труда и др.). В 1971 году была найдена четырехметровая каменная плита, служившая жертвенником храма пятитысячелетней давности. В 1972 году было установлено, что возникшее в конце IV века до нашей эры поселение является самым древним человеческим поселением на территории СССР.
В настоящее время предполагается, что древнее городище «Мецамор», вероятно, является первой армянской столицей Армавиром /Арамали или Армаиира/, описанной Мар Абасом Катиной. Мовсес Хоренаци, пользуясь записями Катины, перепутал ее с крепостью-поселением Аргиштихинили, построенной Аргишти I позднее в окрестностях «Мецамора», так как Арамали в V веке не существовало, а руины Аргиштихинили еще сохранились, кроме того, оба очень похожи по своему географическому положению и описанию.